# Пчеловодный
Пчелово́дный — хутор в Аксайском районе Ростовской области, входит в Большелогское сельское поселение.

## География
Расположен в 10 км (по дорогам) северо-восточнее районного центра — города Аксай. Хутор находится на правом берегу реки Аксай.

### Улицы
- пер. Северный,
- ул. Горная,
- ул. Железнодорожная,
- ул. Набережная,
- ул. Пионерская,
- ул. Подтелкова.

## Население
| 1989 | 2002 | 2010 |
| ---- | ---- | ---- |
| 610  | ↘602 | ↗723 |

## Транспорт
В посёлке находится остановочный пункт (платформа) Пчеловодная Северо-Кавказской железной дороги (код 51365).
Также курсирует ежедневный автобус 
```
111 пос.Пчеловодный-г.Аксай
```